# Agrilus montosae
Agrilus montosae es una especie de insecto del género Agrilus, familia Buprestidae, orden Coleoptera.
Fue descrita científicamente por Barr, 2008.